# El Peñón (Santander)
El Peñón es un municipio del departamento de Santander, Colombia, forma parte de la provincia de Vélez. Destino turístico de talla mundial, en cavernas, ríos , peñas , zona importante en Colombia por su zona minera.

## División Político-Administrativa
Además de su Cabecera municipal. El Peñón tiene bajo su jurisdicción los centros poblados:
- Cruces
- El Godo
- Girón
- Otoval (Río Blanco)
- San Francisco

### Veredas
El municipio tiene constituido las siguientes 28 veredas: Agua Blanca, Agua Fría, Alta Ceibal, Bajo Ceibal, Bocas de Horta, Buena Esperanza, Cruces, El Danubio, El Gaital, El Godo, El León, El Naranjito, El Pertrecho, El Venado, Espinal, Hoya de Peperos, Honduras, Junín, La Reforma, La Victoria, Llano de Vargas, Milán, Otaval, Ojo de Agua, Panamá, Plan de Excehomo, Robles, San Antonio, San Pablo, Socorrito, Tendidos

## Historia
En una región caracterizada por varias colinas, se levanta el municipio más joven del departamento, al pie de uno de sus peñones, que le da el nombre. Es familiar para los peñoneros, introducir en sus conversaciones expresiones coloquiales con las cuales identifican lugares de su municipio tales como: "El Cerro Morado", "EL Filo del Grito", "Las Cuchillas de Altamira", "Los Medios", "El Filo el Godo", "El Cerro del Zaruque", "El Cerro el Tambo", "El Filo de la Palma Real" y el más importante de todos "El Peñón".
Fue corregimiento de Bolívar, creado por decreto 2755 de 1953 y elevado a la categoría de municipio, por decreto número 0034 de 8 de febrero de 1993, cuando gobernaba el departamento el Doctor Juan Carlos Duarte Torres, y era su secretario de Gobierno Feisal Mustafá Barbosa, quien fuera uno de los promotores de la municipalidad, así dice la norma: "Créase a partir del 11 de marzo de 1993 el municipio de El Peñón en el Departamento de Santander, territorio que se segrega de los municipios de Bolívar y Sucre.
Con dicho decreto se daba cumplimiento a las ordenanzas números 18 del 10 de diciembre de 1990 y 22 del 17 de noviembre de 1992, que prorrogó por un año las facultades que le había concedido la Asamblea al gobernador en 1990, para crear el municipio. Tiene 5140 habitantes (2015).

## Población
La provincia de Vélez estuvo habitada por culturas precolombinas como los Guanes, Carares, Agathaes y Yariguíes, siendo los Guanes los que probablemente alcanzaron mayor ocupación e impacto en la cultura de los habitantes actuales. El gentilicio de los habitantes del municipio es Peñonero. De acuerdo con el “Documento de Proyecciones de Población Municipal por área” emitido por el DANE con datos del 2005, se estimaba para el año 2019 5.008 habitantes. (https://www.dane.gov.co/files/investigaciones/poblacion/proyepobla06_20/Municipal_area_1985-2020.xls). El SISBEN en el 2015 reportó 4.276 habitantes, lo que corresponde a 864 habitantes menos que lo proyectado por el DANE para este mismo año (PDDM 2016). Del total proyectado, el 18% están ubicados en la zona urbana o cabecera municipal y el 82% en el área rural del municipio. El 51% de los peñoneros son hombres y el 49% mujeres. Un 34,35% son menores de 15 años, el 59,27 % se encuentran en edad productiva (de 15 a 64 años) y el 6,39% son adultos de más de 65 años.

## Actividades económicas
Las principales actividades del municipio son la ganadería y la agricultura, en el 2016 hubo una producción en el municipio de alrededor de 2.375,53 toneladas de alimentos de acuerdo al centro de estudios sobre desarrollo económico (CEDE 2018), siendo los principales cultivos yuca con 620 T; mora 430 T; papaya 323 T; cacao 240 T; tomate 117 T; aguacate 100 T; plátano 90 T; cebolla 90 T; maíz 75 T; caña 40 T; guanábana 36 T; cítricos 7,5 T y café 6,63 T, entre otros. En ausencia de infraestructura agroindustrial estos productos son comercializados sin tener procesos de transformación y se venden a comercializadores que revenden los productos a centros de abastecimiento en los principales centros urbanos del país o industrias nacionales. La ganadería se constituye como el tercer producto en la generación de ingresos, luego de los cultivos de cacao y mora. En el área pecuaria se crían bovinos, equinos, porcinos, ovinos, aves de corral y peces. En el casco urbano se realizan actividades orientadas al comercio de alimentos y bebidas, transporte municipal, y otros bienes de primera necesidad. Los trabajadores en el municipio son hombres, mujeres y menores de edad, la mayoría son independientes trabajan en el campo y no cuentan con prestaciones sociales, las demás fuentes de empleo están dadas por el sector público o comercial del municipio en tiendas, farmacias y restaurantes.

## El conflicto armado
Al igual que en muchas regiones de Colombia, la historia del municipio ha estado marcada por el conflicto armado que tuvo origen en las décadas de los 60 y 70 del siglo pasado, periodo en el cual se reportaron abusos de la fuerza pública y presencia de la guerrilla en la región, principalmente del ELN. Posteriormente, en los años 80 se dio una confrontación entre el Movimiento marcada por el conflicto armado que tuvo origen en las décadas de los 60 y 70 del siglo pasado, periodo en el cual se reportaron abusos de la fuerza pública y presencia de la guerrilla en la región, principalmente del ELN. Posteriormente, en los años 80 se dio una confrontación entre el Movimiento.

## Educación
El municipio presta el servicio de educación básica primaria, secundaria y media, siendo esta última prestada solo en la sede urbana. En total hay tres instituciones educativas con varias sedes rurales distribuidas así: Antonio Ricaurte sedes A-K, Colegio cruces sedes A-G, Colegio Río Blanco sedes A-P. El acceso a la educación para una mayor cantidad de estudiantes se ve limitada en el sector por falta de transporte escolar, mal servicio de restaurante, deficiencia en la infraestructura y demás variables propias del campo colombiano.

## Infraestructura
Para acceder a este municipio, es necesario llegar al municipio de Vélez, ubicado en Santander, a 29.9 km de distancia por una vía destapada o trocha. Alternativamente, se puede llegar desde el municipio de Landázuri, también en Santander, a una distancia de 39.5 km. Cabe mencionar que, aunque anteriormente pertenecía a Bolívar, Santander, y se encontraba a 16.9 km de este, desde que se constituyó como municipio no ha desarrollado una infraestructura propia adecuada, siendo bastante deficiente. Por ello, se recomienda el uso de vehículos de doble tracción 4×4 o 4WD, así como motocicletas de doble propósito para transitar por esta zona.

## Clima
El municipio de El Peñón, cuenta con altitudes que varían entre los 1.200 y 2.800 m s.n.m, y se caracteriza por tener variedad de pisos térmicos, los templados húmedos con temperaturas entre los 24 °C y 17,5 °C y el frío húmedo con temperaturas entre los 17,5 °C y los 12 °C, zona en la cual se ubica el área urbana del municipio a 2.600 m s.n.m..

## Vegetación
La flora y vegetación del municipio es típicamente andina con las características añadidas de las formaciones particulares en las entradas de las cuevas y/o cavernas, que tienen elementos o especies foráneas traídas por los guácharos (Steatornis caripensis) y los murciélagos que actúan como sus dispersores. Los sistemas cársticos se concentran principalmente en la franja altitudinal entre los 2.400 y 2.900 m de elevación. En la región se documentaron 281 especies de plantas vasculares, 51 de ellas asociadas a las cavernas/cuevas y se reconocen tres tipos de vegetación en la región (Mendoza-Cifuentes y Aguilar-Cano 2019): 
1) Bosque andino dominado por Quercus humboldtii – Robledal; 
2) Bosques andinos mixtos - asociados a zonas rocosas 
3) Subpáramo azonal.

## Hidrografía
El municipio cuenta con una gran riqueza hídrica superficial y subterránea, y es considerado como un área de recarga hidrogeológica e importante fuente de recursos hídricos para el departamento y la nación. Parte de la información aquí consignada corresponde a la investigación y recopilación recogida en el Plan de Desarrollo Municipal publicado en el 2016. El Peñón está ubicado en la cuenca del río Magdalena medio, específicamente en la subcuenca del río Carare y subcuenca del río Minero, el cual desemboca en el río Horta. Este río a su vez recibe las aguas del río Blanco y de la quebrada Aventadero. Estas cuencas han sido deforestadas lo que incrementa el volumen de sedimentos y material vegetal.

## Turismo
El municipio cuenta con hostales, hoteles, restaurantes y guías turísticos.

### Cueva El Caracol
Una sala muy grande de más de 60 m de ancho y 20 de alto, que da acceso a una sala más pequeña y embarrada. En la entrada hay una cascada de 20 m de altura que conduce a una galería en el techo. El río proveniente de la cascada termina en un sifón al fondo de la sala. 

### Cueva de Los Carracos
Cavidad horizontal constituida por dos niveles. Uno parcialmente activo y el otro totalmente fósil o inactivo. Hay dos entradas gemelas que permiten el acceso a una galería de 15 m de ancho y que descienden por pasos (el más grande conforma un salto de 8 m), hasta una vasta entrada inferior de 15 x 15 m. Hay un pequeño curso de agua que va desde una cascada pequeña, ubicado entre las entradas 1 y 2 y que se pierde parcialmente en la entrada 3 y en parte en una galería lateral. En la parte anterior de esta primera galería, hay una apertura baja que da acceso a un pozo de 10 m, que se cruza con la red inferior. Tan ancha como la galería superior, pero más horizontal, esta última parte aguas arriba, podría cubrir varios cientos de metros hasta un relleno cálcico. El desarrollo de la cavidad es de más de 1,5 km y su elevación es de 81 m.

### Cueva del Caracol
Tiene un nacimiento de agua en la pared derecha y un río que termina en un sumidero a unos 80 m de distancia, techo de apenas 1,3 m; fondo de la caverna con mucha arena y tierra. Tras dos salas en su recorrido, se observa una chimenea a unos 7 m altura. En este punto aparecen dos galerías. La derecha corresponde a un meandro de unos 3-4 m de ancho que termina en una sala de 12 m alto y 5 m ancho. La galería izquierda se desarrolla por el cauce del río que se forma al interior. La cueva se extiende mucho más allá e incluye lagunas y salas de gran altura. A unos 50 m de distancia de este punto, la cueva termina en una laguna de 3 m de ancho y 7 m altura, donde se puede apreciar una galería inundada solo accesible mediante buceo.

### Caverna La Tronera
fascinante destino natural que merece ser explorado. Conocida por su impresionante red de cuevas y pasajes subterráneos, esta caverna ofrece una experiencia única para los amantes de la aventura y la naturaleza. Entre sus características más destacadas se encuentran sus formaciones rocosas, estalactitas y estalagmitas, que crean un ambiente mágico y misterioso en su interior. Los visitantes pueden disfrutar de emocionantes recorridos guiados que les permiten adentrarse en las profundidades de la tierra y descubrir la belleza oculta de este lugar. Sin embargo, es importante recordar que explorar la Caverna La Tronera requiere precaución y preparación adecuada, ya que algunas áreas pueden ser difíciles de navegar.

### Cueva Golondrina
Esta cueva, nombrada así por las golondrinas que solían habitarla, ofrece una experiencia inolvidable para los amantes de la exploración y la naturaleza. Con sus impresionantes formaciones rocosas y su atmósfera única, la Cueva Golondrina invita a los aventureros a sumergirse en sus pasajes subterráneos y descubrir los secretos que alberga en su interior. Desde estalactitas colgantes hasta amplias galerías, este lugar ofrece un espectáculo visual impresionante en cada rincón. Los visitantes pueden disfrutar de emocionantes recorridos guiados que les permiten explorar cada rincón de la cueva con seguridad y aprender sobre su historia y geología. Sin embargo, es importante recordar que la visita a la Cueva Golondrina requiere precaución y respeto por el entorno natural para preservar su belleza para las generaciones futuras.

### Cueva Los Pescados
Esta caverna, nombrada así por la presencia de antiguos petroglifos que representan peces, ofrece una experiencia fascinante para aquellos que desean adentrarse en sus misteriosos pasadizos. Con impresionantes formaciones rocosas y una atmósfera mágica, la Cueva Los Pescados invita a los visitantes a descubrir su rica biodiversidad y su importancia cultural. Los recorridos guiados permiten explorar con seguridad cada rincón de la cueva, mientras se aprende sobre su geología y la fascinante historia de los pueblos indígenas que habitaron la región. Es importante tener en cuenta que la visita a la Cueva Los Pescados requiere respeto por el entorno natural y por las antiguas manifestaciones artísticas que enriquecen su interior.

### Bosque de Pandora
En el Bosque de Pandora, se pueden realizar diversas actividades, como senderismo, espeleología, rappel y observación de aves. También se puede visitar la Cueva del Indio, una cueva con pinturas rupestres de más de 10.000 años de antigüedad.
Se caracteriza por sus imponentes formaciones rocosas, cuevas y sumideros, así como por su exuberante vegetación.

## Geografía
- Altitud: 2600 metros.
- Latitud: 6° 3' 59" N

- Longitud: 73° 51' 3" O